# 須藤浩
須藤 浩（すどう ひろし、1957年7月6日 - ）は、日本の政治家。元衆議院議員（2期）。

## 概要
千葉県四街道市出身。1981年立教大学法学部卒。四街道市職員を経て、1988年四街道市議選に無所属で立候補し初当選、2期5年務めた。
1993年、第40回衆議院議員総選挙に日本新党公認で立候補（旧千葉2区）し、10名中4位で初当選。
1996年の第41回衆議院議員総選挙では党内調整で千葉10区から立候補（新進党公認）したが、自由民主党現職の林幹雄に惨敗。新進党の比例南関東ブロックでは唯一重複立候補していたが次点となり、2000年の衆議院解散まで繰り上げ当選の機会はなかった。
2000年の第42回衆議院議員総選挙に民主党公認で千葉9区から立候補するも自由民主党現職の水野賢一に敗れ落選。
2003年の第43回衆議院議員総選挙で再挑戦し、選挙区では水野に敗れるも、重複立候補していた比例南関東ブロックで復活当選。
2005年の第44回衆議院議員総選挙でも千葉9区で立候補するが水野に敗れ、比例復活もできず落選。
民主党千葉県第9区総支部長を務めていたが、2008年5月に党本部及び千葉県連の公認調整の結果、次期総選挙では公認されなかった。
2012年の第46回衆議院議員総選挙で千葉9区から無所属で立候補したが、候補者6人中最下位で落選。

## 議員連盟
- 人権擁護法案から人権を守る会